# أدريان لوبيز رودريغيز
أدريان لوبيز رودريغيز (بالإسبانية: Adrián López Rodríguez)‏ (مواليد 25 فبراير 1987 في أس بونتيس دي غارسيا رودريغيز - إسبانيا) لاعب كرة قدم إسباني يلعب حاليا لصالح نادي الدرجة الأولى ديبورتيفو لاكورونيا الإسباني منذ 2001 في مركز قلب الدفاع .

## روابط خارجية
- أدريان لوبيز رودريغيز على موقع الاتحاد الدولي (مؤرشف)  (الإنجليزية)
- أدريان لوبيز رودريغيز على موقع الدوري الأمريكي (الإنجليزية)
- أدريان لوبيز رودريغيز على موقع قاعدة بيانات كرة القدم.إي يو (الإنجليزية)
- أدريان لوبيز رودريغيز على موقع Soccerbase.com (لاعب) (الإنجليزية)
- أدريان لوبيز رودريغيز على موقع Soccerway.com (الإنجليزية)
- أدريان لوبيز رودريغيز على موقع عالم كرة القدم.نت (الإنجليزية)
- أدريان لوبيز رودريغيز على موقع AS.com (الإسبانية)